# Argyle (Georgia)
Argyle è un comune degli Stati Uniti d'America, situato nello Stato della Georgia, nella Contea di Clinch.